# Craspedosis triangularis
Craspedosis triangularis är en fjärilsart som beskrevs av Louis Beethoven Prout 1916. Craspedosis triangularis ingår i släktet Craspedosis och familjen mätare. Inga underarter finns listade i Catalogue of Life.